# Llengües italoromàniques
Les llengües italoromàniques comprenen el conjunt de llengües romàniques del sud d'Itàlia sota la línia Massa-Senigallia. La principal llengua italoromanica és l'italià estàndard basat principalment en el toscà.
Ethnologue classifica a aquestes llengües juntament amb el dàlmata dins el grup italodàlmata.

## Classificació
Les llengües italoromàniques són:
- Napolità
- Sicilià
- Romanesc i varietats centrals.
- Toscà
  - Italià estàndard
  - Cors